# Leon Lapidus
Leon Lapidus (26 de setembro de 1924 – 5 de maio de 1977) foi um químico e engenheiro químico estadunidense. Foi professor do departamento de engenharia química da Universidade de Princeton,

membro da Academia Nacional de Engenharia dos Estados Unidos,
autor de mais de 100 artigos científicos.
Lapidus é conhecido por seu trabalho na aplicação de técnicas computacionais na engenharia química, tendo sido honorificado com o prêmio William H. Walker do American Institute of Chemical Engineers.